# Трансформери Прайм: Мисливці на чудовиськ — Повстання Предаконів
Трансформери Прайм: Мисливці на чудовиськ — Повстання Предаконів (англ. Transformers Prime Beast Hunters: Predacons Rising) — американський анімаційний фільм, який завершує телесеріал Трансформери: Прайм. Вперше його було показно на Hub Network 4 жовтня 2013 р.  Після перемоги Автоботів на Землі, Юнікрон повертається у тілі Меґатрона з наміром знищити Кібертрон, змушуючи Автоботів, Десептиконів і Предаконів утворити союз для протидії цій загрозі.

## Сюжет
Невдовзі після загибелі Меґатрона та відновлення Кібертрона, Автоботи святкують, адже Оптимус Прайм підвищує Бамблбі до класу воїнів. Проте урочистості закінчуються, коли Оптимус вирушає в подорож, щоб знайти Велику Іскру, джерело нового життя на Кібертроні, і бере з собою Вілджека. Ультра Маґнус залишається відповідальним за відсутности Прайма, щоб разом з іншими автоботами вистежувати зниклих Шоквейва і Старскріма. Тим часом на Землі, на дні океану, свідомість Меґатрона пробуджується Юнікроном, який прагне знищити свого ворога Праймуса, саме ядра Кібертрона, і планує використовувати для цього тіло Меґатрона. Юнікрон переробляє безжиттєве тіло Меґатрона, вдосконалює тіло новими оновленнями і прямує на Кібертрон. У той же час, Ультра Маґнус і Смоукскрін продовжують шукати втікачів десептиконів в морі Ржі, але незабаром були атаковані Предаконами Скайлінксом і Даркстілом. Після жорстокої сутички Маґнус отримує серйозні пошкодження, і Смоукскрін ледве врятує своє життя та пробивається з ним через аварійний космічний міст. Пошкодження є настільки критичним, що Автоботи змушені викликати Ратчета з Землі на допомогу, тоді як Автоботи приходять до висновку, що два нових Предакона це творіннями Шоквейва. Тим часом, Шоквейв і Старскрім перезапустили "Проєкт: Предакон" і планують створити армію, а Скайлінкс і Даркстіл - їх перші творіння.
За відповідями, Бамблбі приводить Смоукскріна, Балкгеда і Арсі до Предакінґа, який сховався біля могили сотень стародавніх кісток Предаконів, і попросити його про допомогу в пошуку двох своїх нових братів. Проте Предакінґ відмовляється, не пробачивши автоботам знищення його братів на Землі. Після того, як Бамблбі запитує ув'язненого Нок Аута про ідеї щодо пошуку втікачів, він веде автоботів до старої фортеці Меґатрона Даркмаунт, розташованої в столиці Десептиконів під назвою Каон, щоб знайти відповіді, але вони стикаються з Юнікрона в тілі Меґатрона. Юнікрон бореться з автоботами, яких перевершує, витісняючи на нижчі рівні фортеці, де Балкгед, Арсі та Смоукскрін майже потрапляють у плавильну яму. Однак час, виграний Бамблбі, дозволяє автоботам врятуватися через Земний міст. Юнікрон, розлючений його невдачею в його слабкій формі, вирішує, що йому потрібна більша зброя.
Тим часом в астероїдному поясі Тета Скорпі, Оптимус і Вілджек прибувають на кораблі Ультра Маґнус, де Велика Іскра - яка сам по собі є чистою енергією, що зберігається в контейнері створеного Альфа-Тріоном - дрейфує. Оптимус вирушає шукати її, але незабаром насувається плазмова буря. Незважаючи на наполягання Вілджека повернутися назад, Оптимус продовжує рухатися і врешті-решт витягує його, хоча їх корабель пошкоджений астероїдом, і вони взяли курс на Кібертрон. Тим часом автоботи намагаються зв'язатись з Оптимусом з колишнього флагмана Десептиконів "Немезида", але пошкодження астероїдів з іншого боку лінії знищило їх передавач, зробивши контакт лише одностороннім. Оскільки Оптимус недоступний, а Ультра Маґнус поранений, Бамблбі бере на себе тимчасове керівництво автоботами.
В іншому місці Предакінґ починає розслідування і знаходить територію, де два Предакони билися з Маґнусом і Смоукскріном, розуміючи, що автоботи говорять правду, і починає пошуки Скайлінкса та Даркстіла, але знаходить Юнікрона. Меґатрон всередині, який прагне повернути його тіло, обманює Юнікрона, щоб він розмовляв з ним, скриваючи, що раніше зрадив Предакінґа. Преданігґ, вважаючи Юнікрона Меґатроном, негайно нападає на нього, але Юнікрон перевертає столи і швидко збиває його й починає читати його думки. Потім Юнікрон піддає Меґатрона вічним стражданням за свій обман. Тим часом Шоквейв, Даркстіл, Скайлінкс і Старскрім знаходять кістяний двір Предаконів, але незабаром стикаються з Юнікрон, якого вони вважають Меґатроном, поки він ще раз не уточнить, ким він є. Даркстіл і Скайлінкс нападають на Юнікрон, але він легко перемагає їх. Потім Юнікрон використовує силу Темного Енергону, щоб воскресити Предаконів у неживих Терроконах. Тим часом автоботи виявляють сигнал Меґатрона через Юнікрона, а також виявляють Террорконів, які прямують до Криниці всіх іскор, найбільш прямого шляху до самого Праймуса.
Бамблбі вирішує провести контратаку з Балкгедом, Смоукскріном та Арсі на Немезиді, тоді як Ретчет залишається в Каоні з Ультра Маґнусом. Однак Старскрім пробирається на борт корабля і звільняє Нок Аута та декілька полонених Вехіконів і намагається повернути корабель, маючи намір використати його для втечі з Кібертрона. Поки Балкгед та Арсі вбивають Вехіконів, Старскрім збирається знешкодити Бамблбі за допомогою Іммобілайзера, але його зраджує Нок Аут, який ще раз намагається приєднатися до Автоботів і цього разу успішно. Тим часом Предакінґ прибуває на кістяний двір, де знаходить Скайлінкса і Даркстіла, які виявляють останки своїх загиблих братів, які були воскрешені Юнікроном. Предакінґ наказує їм допомогти йому повернути останки, але вони відмовляються, в результаті чого відбувається бійка, в якій Предакінґ стає переможцем. Невдовзі після цього приїжджає жорстоко зіпсований та поранений Шоквейв і закликає їх допомогти автоботам.
Біля Криниці всіх іскор прибуває армія Юнікрона, але Немезида стикається з ними і атакує їх, і Предакони незабаром приєднуються до них. Після нетривалої перестрілки Немезиду збивають безпосередньо над Криницею, що дає ув'язненому Старскріму шанс втекти. Поки Юнікрон прямує до криниці, Предакони приєднуються до Автоботів у альянсі. Предакінґ, Скайлінкс і Даркстіл намагаються боротися з террорконами, використовуючи своє вогневе дихання, однак падають у колодязь разом з ними. У цей момент Оптимус і Вілджек повертаються, але Юнікрон збиває корабель, хоча обидва виживають, при цьому до пораненого Вілджека поспішають Балкгед і Арсі, щоб допомогти йому. Оптимус ненадовго вступає в бій з Юнікроном і намагається вирвати Меґатрона з-під його володіння, але безуспішно. З часом Юнікрон отримує перевагу і готується вбити Оптимуса. Однак Бамблбі використовує Рукавицю Полярности, щоб зупинити його, поки Оптимус летить до Великої Іскри. Врешті-решт Бамблбі здається. Юнікрон збирається знищити Велику Іскру, лише виявивши контейнер порожнім при його відкритті. Занадто пізно зрозумівши, що це пастка, Юнікрон стає безпорадним, коли його Антиіскра втягується в пристрій, запечатуючи його всередині нього назавжди. Коли зв'язок Юнікрона розірвано, всі Тероркони знищуються, і Меґатрон повертає контроль над своїм тілом. Однак, коли Старскрім повертається і намагається змусити Меґатрона відновити війну, Меґатрон каже, що під час контролем Юнікрона відчув справжню тиранію, і тому він більше не хоче бути Десептиконом. Коли Старскрім далі пробує переконувати, Меґатрон сердито розпускає Десептиконів і відлітає, щоб розпочати нове життя. Потім Старскрім відлітає назад до Даркмаунту, щоб знову взяти під контроль Десептиконів, відроджуючи справу на його ім'я, тільки Предакони мають намір помститися йому за знущання (долі Старскріма, Даркстіла й Скайлінкса розкриваються в сиквелі Трансформери: Роботи під Прикриттям).
Після цього Оптимус відкриває автоботам, що він впустив Велику Іскру в Матрицю лідерства всередині нього, але більше не може бути відокремлений від жодної з них, вимагаючи від нього жертви, щоб повністю відновити Кібертрон. Автоботи намагаються відмовити його, але Оптимус заявляє, що Матриця не може бути відновлена знову, і що вік Праймів закінчився, але визнає кожного Автобота - навіть Нок Аута - як праймів. Оптимус лелить в ядро Кібертрона, а Автоботи спостерігають, обіцяючи продовжувати боротьбу за збереження миру за його відсутности. Коли Оптимус занурюється в Праймуса, мільйони іскор усіх Трансформерів, як померлих, так і ненароджених, випливають із Свердловини, включаючи іскру самого Прима. Останні моменти фільму відображають останні слова Оптімуса, оскільки він заявляє, що його жертва позначатиме новий початок, а не кінець чогось – "простіше кажучи, чергове перетворення".

## Актори
- Пітер Каллен – Оптимус Прайм
- Сама Монтано – Арсі
- Нолан Норт – Смоукскрін і Скайлінкс
- Джон Нобл – Юнікрон
- Даран Норріс – Нок Аут
- Стів Блюм – Старскрім і Даркстіл
- Кевін Майкл Річардсон – Балкгед
- Девід Соболов – Шоквейв
- Вілл Фрідл – Бамблбі
- Френк Велкер – Меґатрон і Терроркони
- Джеймс Горан – Вілджек
- Пітер Менса – Предакінґ
- Джеффрі Комбс – Ретчет
- Майкл Айронсайд – Ультра Маґнус

## Сприйняття
Повстання Предаконів заробило позитивні відгуки, коли його назвали задовільним висновком серії, але деякі критикували недостатнє використання деяких персонажів. 